# Guilherme de Aguiar Patriota

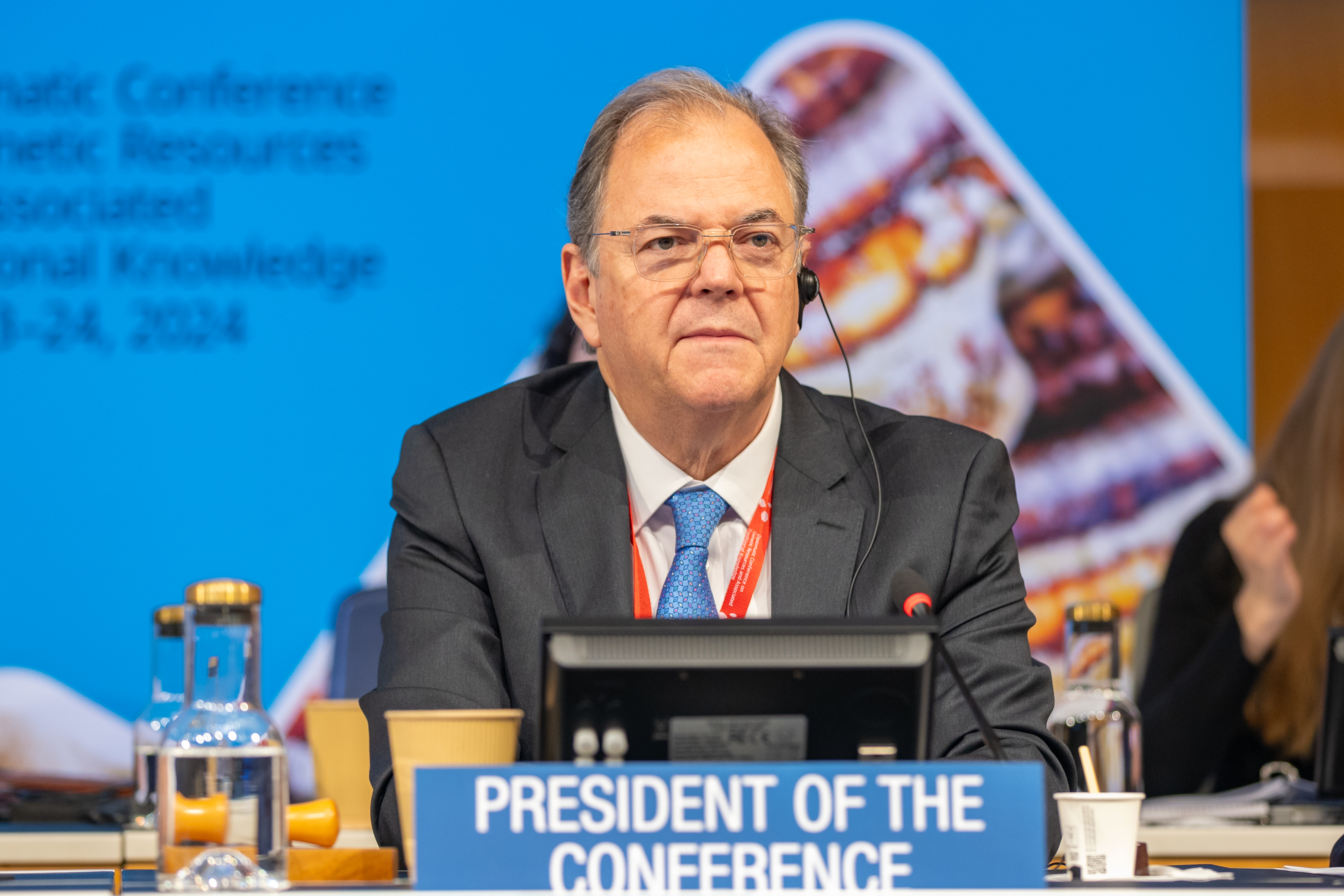
Guilherme de Aguiar Patriota

Guilherme de Aguiar Patriota (* 22. März 1958 in Genf, Schweiz) ist ein brasilianischer Diplomat und Ständiger Vertreter Brasiliens bei der Welthandelsorganisation (WTO).

## Leben
Patriota wurde am 22. März 1958 in Genf geboren. Seine Eltern waren brasilianische Eltern, weshalb er brasilianischer Staatsbürger ist. Er studierte Biologie an der Universidade Federal do Rio de Janeiro und Brasilia. Er ist verheiratet.
Seit 1983 ist Patriota im diplomatischen Dienst. Er absolvierte die Diplomatenakademie Brasiliens, das Rio-Branco-Institut, 1984. Er war seit 1986 Teil der Abteilung für Wirtschaft im Außenministerium, wo er auch thematisch mit der Uruguay-Runde zu tun hatte. Seit 1990 war er Teil der Vertretung Brasiliens bei der Organization of American States. Seit 1994 war Patriota Brasiliens Delegierter bei der Latin American Integration Association und Mercosur. Von 1994 bis 1997 arbeitete in der Botschaft in Montevideo und dann bis 2000 in der Botschaft in Neuseeland. Im Jahre 2005 wurde er der Delegierte Brasiliens für Handel und geistiges Eigentum in Genf.
Er war der Hauptverhandlungsführer Brasiliens für die Nachhaltigkeitsziele der Vereinten Nationen und für den Vertrag für das Verbot nuklearer Wappen von 2017 und die WIPO development agenda der Weltorganisation für geistiges Eigentum, welche zur Schaffung des Standing Committee on Development and Intellectual Property führte.
Patriota war von 2010 bis 2013 Berater des brasilianischen Präsidenten, dann Alternate Permanent Representative bei den Vereinten Nationen in New York bis 2015, dann Alternate Permanent Representative bei den Vereinten Nationen in Genf bis 2018. Von 2018 bis 2019 war er Repräsentant Brasiliens bei der Konferenz für Abrüstung. Von 2019 bis 2021 war er Generalkonsul in Mumbai und von 2021 bis 2023 Generalkonsul in Tokio. Anfang April 2023 wurde er zum ständigen Vertreter Brasiliens bei der Welthandelsorganisation nominiert. Diese Nominierung bestätigte der Senat im Mai 2023. Er trat damit die Nachfolge Alexandre Parolas an.